# Ladella acunae
Ladella acunae är en insektsart som beskrevs av Metcalf och Bruner 1930. Ladella acunae ingår i släktet Ladella och familjen Tropiduchidae. Inga underarter finns listade i Catalogue of Life.